# Учительская улица (Санкт-Петербург)
Учи́тельская улица — улица в Калининском районе Санкт-Петербурга. Проходит между улицами Ушинского и Демьяна Бедного севернее проспекта Луначарского. Протяжённость — 1490 м.

## История
Название присвоено 2 октября 1970 года.
4 октября 2010 года, ко дню учителя, на пересечении с улицей Ушинского был установлен памятник учителю. На постаменте памятника выгравировано изречение К.Д. Ушинского: «Дело учителя — скромное по наружности — одно из величайших дел истории».

## Здания и сооружения
Нечётная сторона:
- дом 1 — колледж «Высшая банковская школа»
- дом 3 — ГОУ Курсы подготовки и переподготовки водителей; ГОУ Профессиональное училище № 107
- дом 9/3 — ГОУ Санкт-Петербургский акушерский колледж
- дом 13/1 — Отделение почтовой связи № 269 Калининского района
- дом 23 — офисный центр

Чётная сторона:
- дом 2А — КАС № 18 Калининского района
- дом 4 — ГСК «Калининский»
- дом 12/1 — ЖСК-508
- дом 14/1 — Центр жилищных субсидий Калининского района
- дом 14/2 — ООО ЖУ № 15 «Жилкомсервис № 1» Калининского района

## Транспорт
- Автобусы: 102, 199[3]
- Метро: «Гражданский проспект» (750 м)
- Ж/д платформы: Парнас (2700 м); Новая Охта (1750 м)

## Пересекает следующие улицы и проспекты
С запада на восток:
- улица Демьяна Бедного
- улица Ольги Форш
- Светлановский проспект
- улица Брянцева
- улица Ушинского